# Тарганичанка
Тарганичанка (пол. Targaniczanka) — гірська річка в Польщі, у Вадовицькому повіті Малопольського воєводства. Ліва притока Вепржувки, (басейн Балтійського моря).

## Опис
Довжина річки 10,3 км, найкоротша відстань між витоком і гирлом — 22,9  км, коефіцієнт звивистості річки — 1,43 . Площа басейну водозбору 22,9  км².
У місті Андрихуві річку перетинає залізниця. На правому березі річки за 1,41 км розташована станція Андрихув.

## Розташування
Бере початок на північно-західних схилах гори Яворниці (831 м) на висоті 430 м над рівнем моря (гміна Андрихув). Тече переважно на північний схід через Тарганіце і у місті Андрихув впадає у річку Вепржувку, ліву притоку Скави.